# Hōrin-ji (Awa)

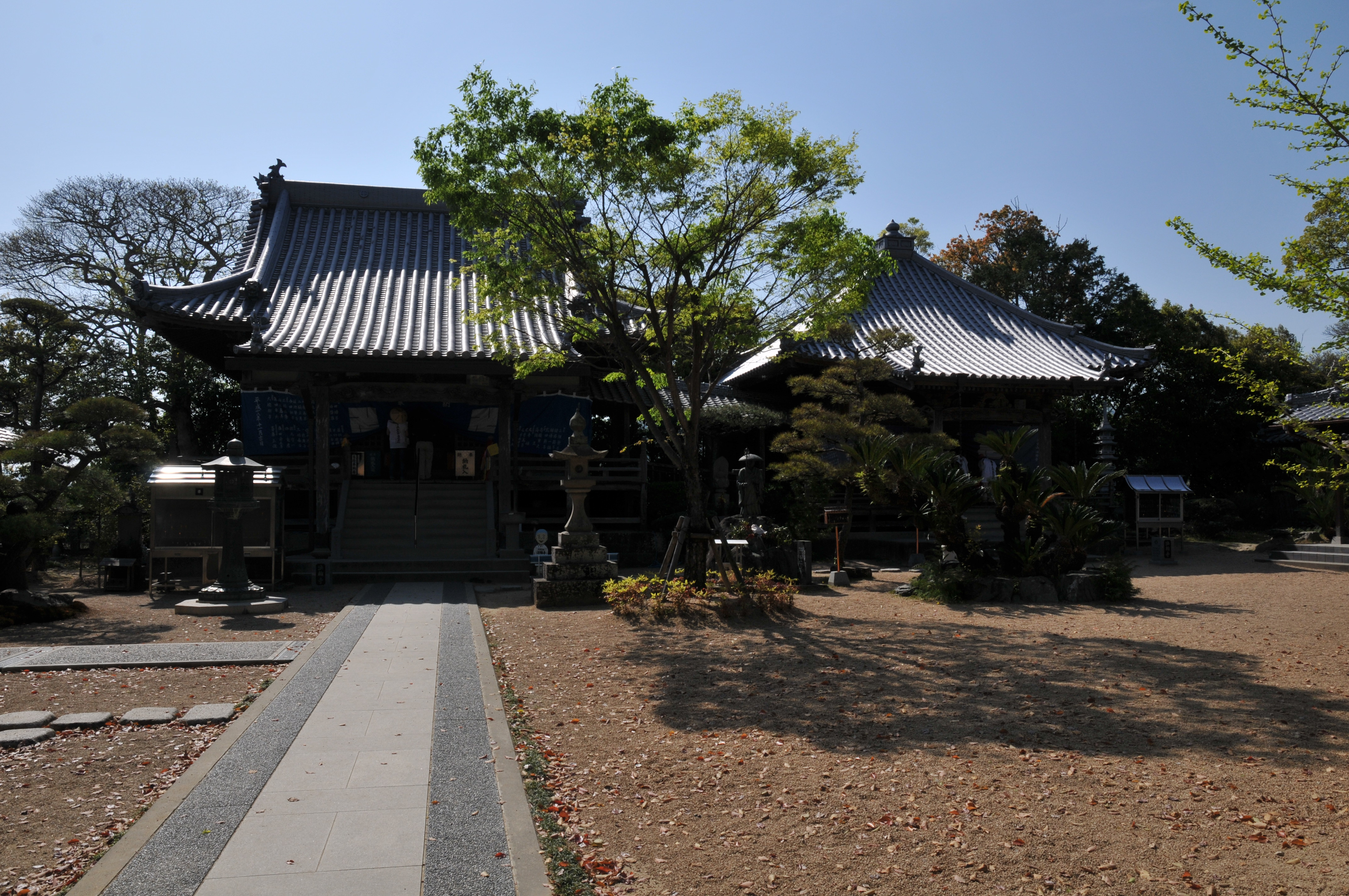
Haupthalle und Daishidō, rechts

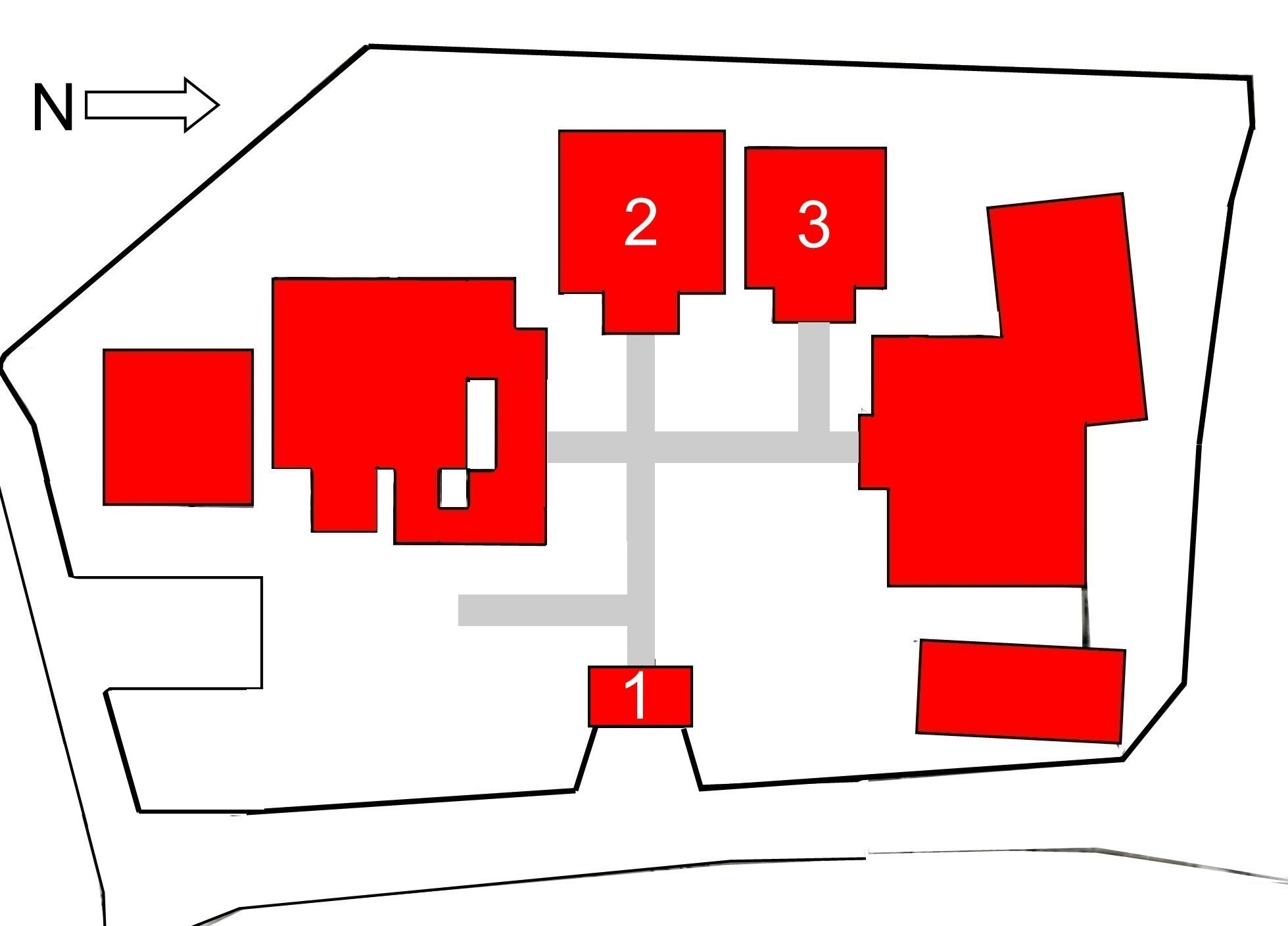
Plan des Tempels (s. Text)

Der Hōrin-ji (japanisch 法輪寺) mit den Go Shōkakusan (正覚山) und Bodaiin (菩提院) in Awa (Präfektur Tokushima) ist ein Tempel der Kōyasan-Richtung (高野山派) des Shingon-Buddhismus. In der traditionellen Zählung ist er der neunte Tempel des Shikoku-Pilgerwegs.

## Geschichte
Die Gründung des Tempels soll auf Kūkai zurückgehen, der im Jahr Kōnin 6 (815) in diese Gegend kam und eine weiße Schlange (白蛇) sah. Da weiße Schlangen im Buddhismus eine Rolle spielen, schnitzte Kūkai den ins Nirwana (涅槃, Nehan) eingehenden Buddha, der seitdem im Tempel verehrt wird. So wurde der Tempel ursprünglich „Hakujasan Hōrinji“ (白蛇山法林寺) genannt. Er lag 4 km weiter nördlich und war groß ausgebaut. 1582 wurde die Anlage durch Soldaten des Chōsokabe Motochika abgebrannt.
Der Tempel wurde in der Shōhō-Ära (1644–1648) wieder aufgebaut. 1859 brach ein Feuer aus, das den Tempel bis auf den Glockenturm wieder zerstörte. In der Meiji-Zeit wurde der Tempel am gegenwärtigen Ort wieder aufgebaut. 1882 besuchte Kaiser Meiji den Tempel.

## Anlage
Man betritt den Tempel von Osten her durch das Tempeltor (山門, Sammon; 1), das hier als Turmtor ausgeführt ist und unten rechts und links je einen Tempelwächter zeigt. Es wird daher auch als Niō-Tor (仁王門) bezeichnet. Voraus sieht man die Haupthalle (本堂, Hondō; 2), rechts daneben die Daishidō (大師堂; 3), die Halle, die dem Tempelgründer gewidmet ist.

## Bilder

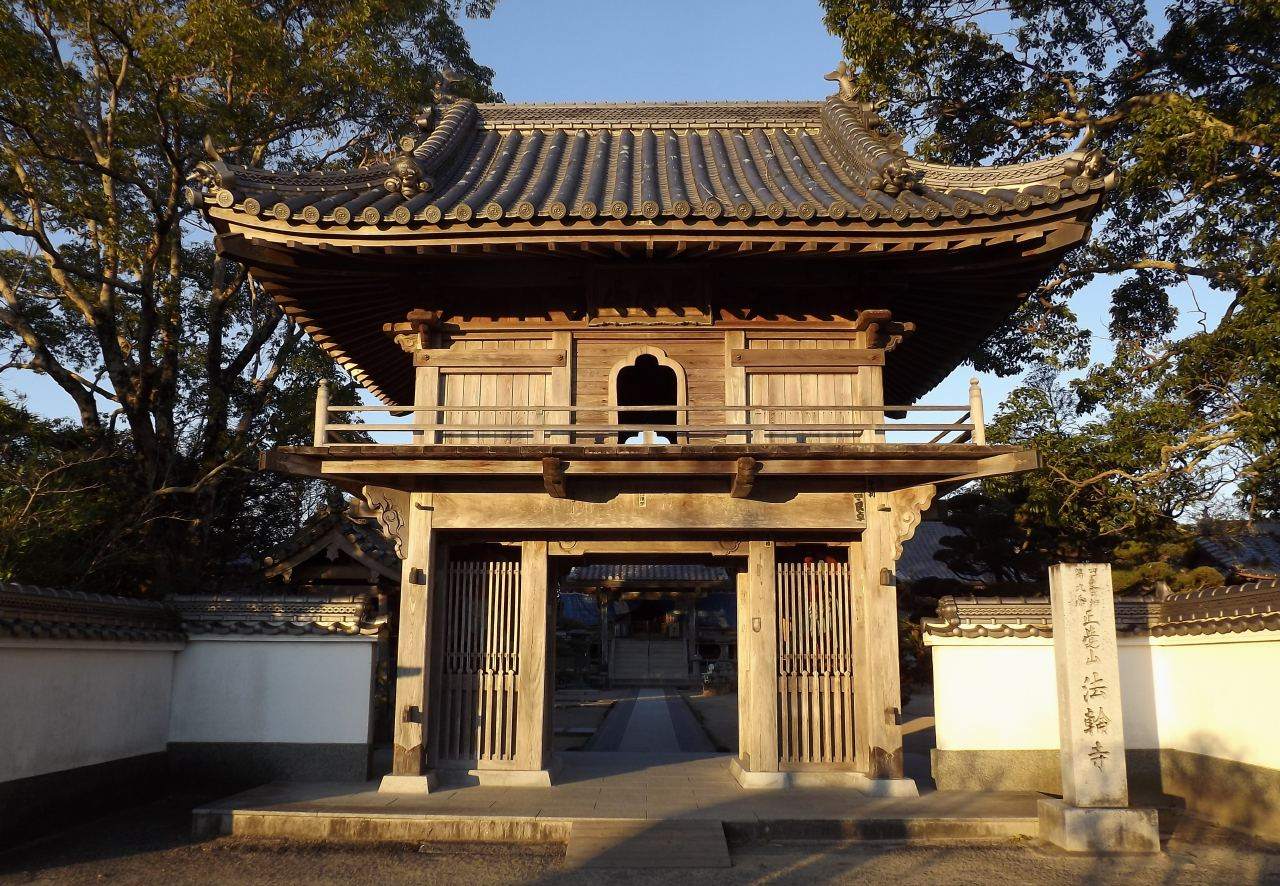
Tempeltor
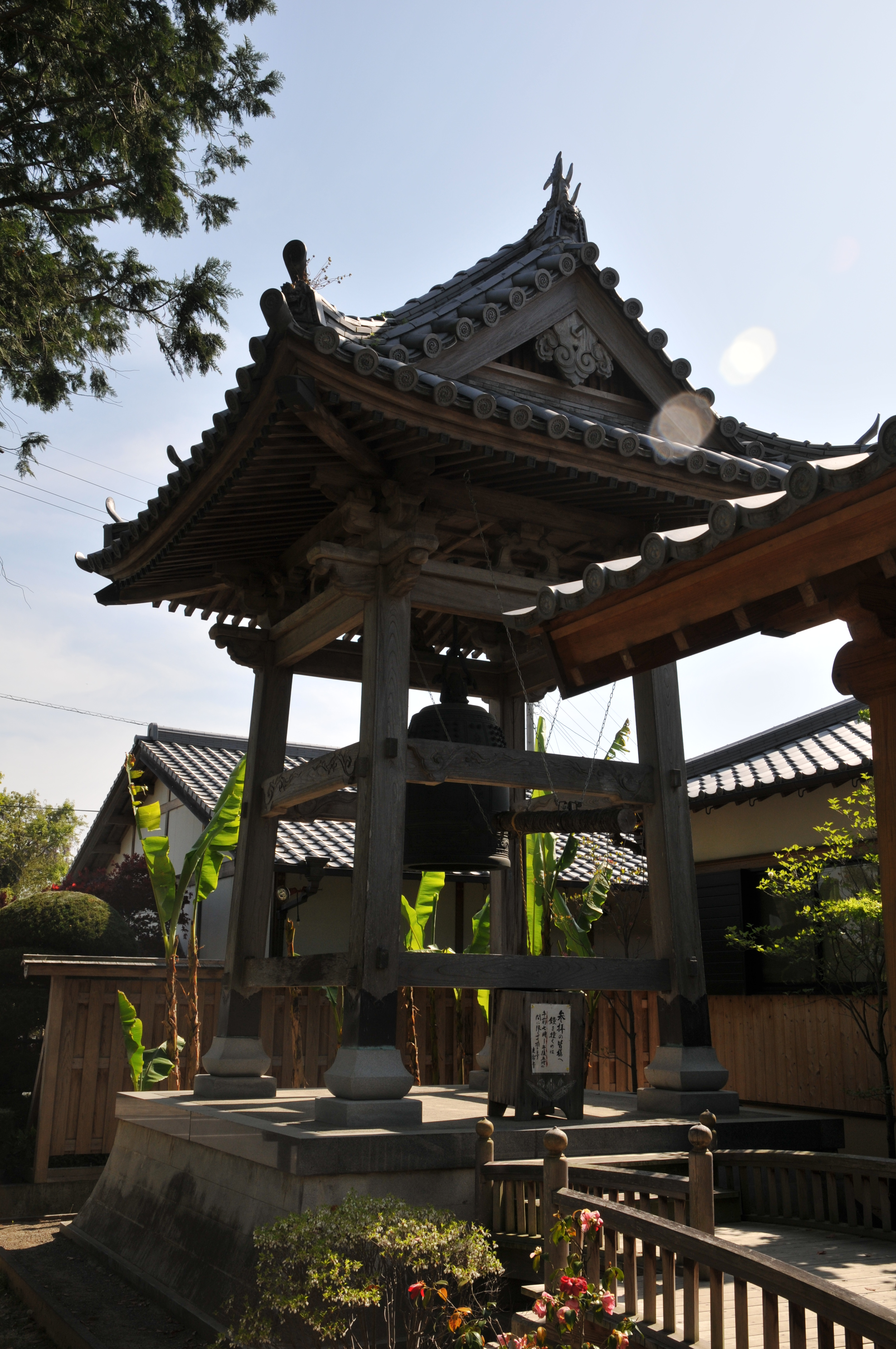
Glocken- turm
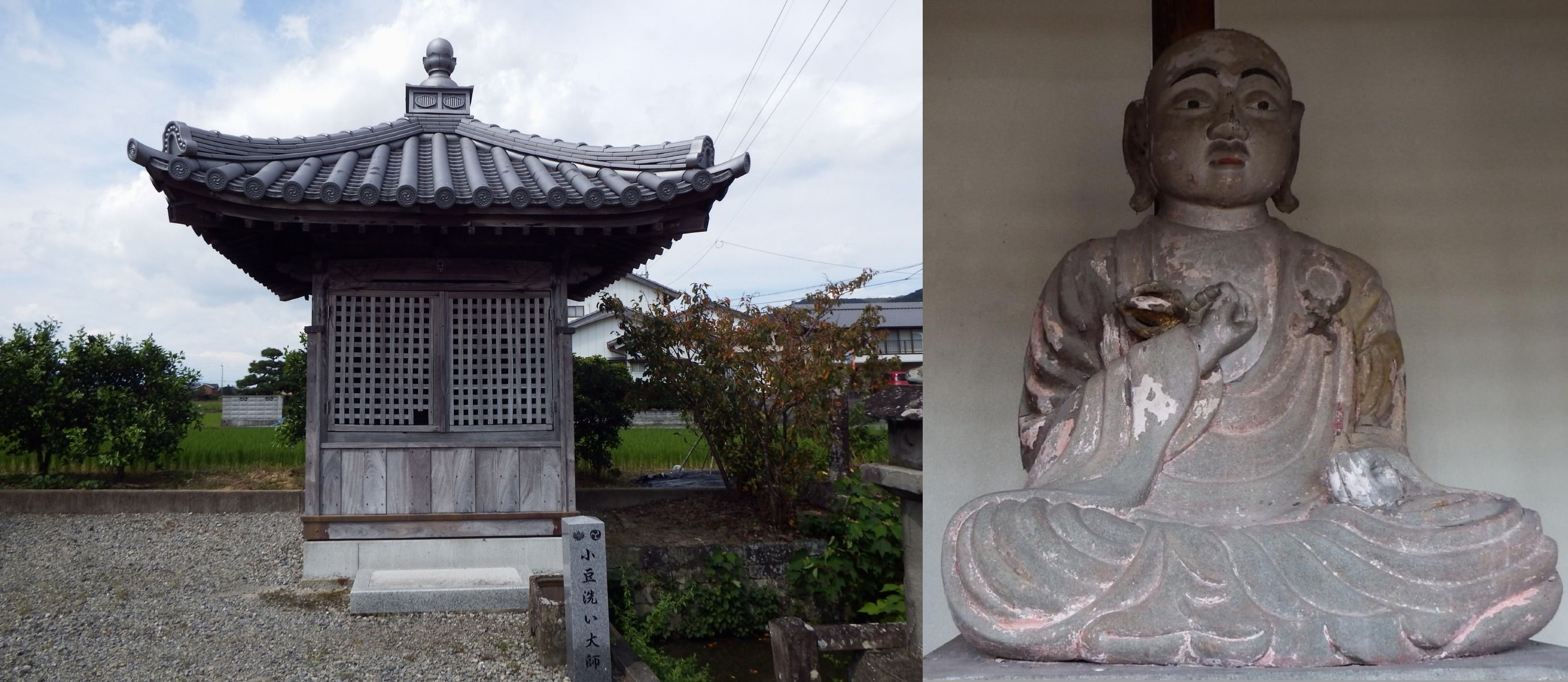
Kleines Gedenkgebäude[A 1]